# Kjell Lagerroos
Kjell Lagerroos (* 29. September 1962 in Kimito) ist ein finnischer Kameramann.

## Karriere
Kjell Lagerroos studierte von 1981 bis 1983 Kunstgeschichte an der Aalto-Universität. Sein Masterstudium in Kunstgeschichte absolvierte er 1988 erfolgreich an der schwedischsprachigen Åbo Akademi.
Für seine Arbeiten wurde Lagerroos mehrfach für bekannte Filmpreise als Bester Kameramann nominiert. So erhielt er für seine Arbeiten an Feuerschlucker, Ambush 1941 – Spähtrupp in die Hölle und Winski und das Unsichtbarkeitspulver jeweils eine Nominierung für den Jussi als Bester Kameramann, wobei er für die ersten beiden auch ausgezeichnet wurde. Für seine Arbeit an dem von Kjell Sundvall  inszenierten schwedischen Kriminalfilm Die Spur der Jäger wurde er 1997 mit einer Nominierung für den schwedischen Filmpreis Guldbagge als Bester Kameramann bedacht.
Lagerroos war bis zu seiner Scheidung mit Klara Kivilahti, der Tochter, der in Finnland bekannten Modeunternehmerin Kaarina Kivilahti, verheiratet. Sie haben zwei gemeinsame Söhne.

## Filmografie (Auswahl)
- 1989: Heimwärts (Kotia päin)
- 1993: Ein Leben für Rita (Drömmen om Rita)
- 1996: Die Spur der Jäger (Jägarna)
- 1998: Der letzte Mord (Sista kontraktet)
- 1998: Feuerschlucker (Tulennielijä)
- 1999: Ambush 1941 – Spähtrupp in die Hölle (Rukajärven tie)
- 2015: Jordskott – Die Rache des Waldes (Jordskott, Fernsehserie, 6 Folgen)
- 2021: Winski und das Unsichtbarkeitspulver (Vinski ja näkymättömyyspulveri)
- 2022: Sisu